# Nolan Gerard Funk
Nolan Gerard Funk (* 28. července 1986, Vancouver, Britská Kolumbie, Kanada) je kanadský televizní, filmový a divadelní herec, zpěvák a tanečník. Jeho nejznámější role je Hunter Clarrington v hudebním televizním seriálu Glee a dále Conrad Birdie v broadwayském revivalu muzikálu Bye Bye Birdie z roku 2009.

## Životopis
Má starší sestru jménem Natanya. Začínal jako národní gymnasta a potápěč. Kromě angličtiny také mluví plynně francouzsky a německy.

## Kariéra
Jeho první zlom nastal, když byl obsazen do jedné z hlavních rolí ve filmu Spectacular!. Objevil se po boku Jennifer Lawrenceové, Maxe Thieriota a Elisabeth Shue ve filmu House at the End of the Street z roku 2012.
Dne 12. ledna 2009 měl své první živé koncertní vystoupení, když se objevil v newyorském Hard Rock Café. Také hostoval v televizním seriálu Castle na zabití,
Hrál titulní roli zpěváka Conrada Birdieho v revivalu broadwayského muzikálu Bye, Bye Birdie s omezeným počtem představení od září 2009 do ledna 2010.
V roce 2012 se objevil ve filmu s Jennifer Lawrenceovou House at the End of the Street.
Dokončil natáčení svého třetího filmu v sérii Chronicles of Riddick s Vinem Dieselem. Hraje vojáka jménem Luna. Film měl premiéru 26. září 2013. Také se objevil po boku Lindsay Lohan v jedné hlavních rolí ve snímku The Canyons, který režíroval Paul Schrader a scénář napsal Brett Easton Ellis.
V roce 2012 se objevil jako hostující hvězda v televizním seriálu Glee, kde hrál hlavního zpěváka Daltonských Slavíků. V roce 2013 získal roli v MTV seriálu Nešika, kde hrál Collina Jenningse. V roce 2014 se objevil v seriálu CW Arrow.
V prosinci 2013 byl Nolan ohlášen jako tvář Versace jaro/léto 2014 pánské kampaně. V roce 2018 si zahrál ve filmech Vadí nevadí a Berlin, I Love You.

## Aktivismus
Funk je členem The Big Green Help ze stanice Nickelodeon, která podporuje ekologické povědomí u dětí a dospívajících.

## Ocenění
V roce 2007 byl nominován na cenu Leo Award v kategorii nejlepší výkon hosta v seriálu pro děti nebo dospívající za svou práci v Renegadepress.com.

## Filmografie
| Rok  | Název                 | Role          | Poznámky         |
| ---- | --------------------- | ------------- | ---------------- |
| 2002 | Moon in the Afternoon | Alexander     | Krátký film film |
| 2003 | X-Men 2               | Zajaté X-dítě |                  |
| 2006 | Muž bez stínu 2       | Josh          | Video            |
| 2008 | Deadgirl              | Dwyer         |                  |
| 2008 | Class Savage          | Dealer        | Krátký film      |
| 2009 | 18                    | Kevin         | Krátký film      |
| 2010 | Bereavement           | William       |                  |
| 2010 | Triple Dog            | Todd          |                  |
| 2012 | Dům na konci ulice    | Tyler         |                  |
| 2012 | Evidence              | Tyler Morris  |                  |
| 2013 | Riddick               | Luna          |                  |
| 2013 | WildLike              | Tommy         |                  |
| 2013 | The Canyons           | Ryan          |                  |
| 2014 | WildLike              | Tommy         |                  |
| 2014 | American Romance      | Jeff Madison  |                  |
| 2017 | Hello Again           | Les           |                  |
| 2018 | Vadí nevadí           | Tyson Cuuran  |                  |
| 2019 | Berlin, I Love You    | Nico          |                  |
| 2019 | Burning Bright        | Johnny (hlas) |                  |
| —    | You Above All         |               |                  |

| Rok       | Název                              | Role                   | Poznámky                         |
| --------- | ---------------------------------- | ---------------------- | -------------------------------- |
| 2001      | Sedm dní                           | Ryan                   | díl: „The Brink“                 |
| 2002      | Uneseni                            | Mladý Eric Crawford    | díl: „High Hopes“                |
| 2003      | Romeo!                             | Booker                 | díl: „Man of the Hizzouse“       |
| 2004      | Sudbury                            | Mitch Newton           | TV pilot                         |
| 2004      | Láska je Láska                     | Malcolm                | díl: „Losing It“                 |
| 2004-2006 | Renegadepress.com                  | Ben Lalonde            | 7 epizod                         |
| 2005      | Smallville                         | Zack Greenfield        | díl: „Krypto“                    |
| 2006      | Instinkt zabijáka                  | Allan Harris           | díl: „While You Were Sleeping“   |
| 2006      | Holka jako já - příběh Gwen Araujo | Michael Magidson       | TV film                          |
| 2006      | Stephen King's Dead Zone           | Jake Phillips          | díl: „Independence Day“          |
| 2006      | V zajetí posedlosti                | Jesse Sherman          | TV film                          |
| 2006      | Alice, I Think                     | Daniel Feckworth-Goose | díl: „Wise Womyn“                |
| 2006      | Lovci duchů                        | Jake Tanner            | díl: „Croatoan“                  |
| 2007      | Jmenuji se Sára                    | Kit                    | TV film                          |
| 2007      | Mimoni v Americe                   | Todd Palladino         | 5 epizod                         |
| 2009      | Anatomie lži                       | Dan                    | díl: „Pilot“                     |
| 2009      | Spectacular!                       | Nikko Alexander        | TV film                          |
| 2009      | Castle na zabití                   | Brandon                | díl: „Ruská ruleta“              |
| 2010      | Divoká cesta                       | Derek Vickery          | TV film                          |
| 2010      | Warehouse 13                       | Todd                   | 4 epizod                         |
| 2010      | Detroit 1-8-7                      | Trevor Elkin           | díl: „Déjà Vu/All In“            |
| 2010      | Superkočky                         | MC Petey B             | díl: „Think Twice Before You Go“ |
| 2012      | Interception                       | Garret Foster          | TV film                          |
| 2012-2013 | Glee                               | Hunter Clarrington     | 4 díly                           |
| 2013–2015 | Nešika                             | Collin Jennings        | vedlejší role, 16 dílů           |
| 2014      | Fanklub smrti                      | Xavier                 | TV film                          |
| 2014–2016 | Arrow                              | Cooper Seldon          | 3 díly                           |
| 2017      | Quantico                           | Daniel Sharp           | díl: „ZRTORCH“                   |
| 2017      | The Catch                          | Troy                   | 3 díly                           |
| 2017      | Draží běloši                       | Addison                | díl: „Chapter V“                 |
| 2017      | Closer: Nové případy               | Seth Landon            | 4 díly                           |
| 2018      | Dva světy                          | Andělské oči           | vedlejší role, 5 dílů            |
| 2018      | The Marvelous Mrs. Maisel          | Josh                   | 2 díly                           |
| 2019      | She's Gotta Have It                | Andrew Goldling        | 2 díly                           |
| 2020      | Letuška                            | Van                    | hlavní role                      |